# 짐 캐리
짐 캐리(영어: Jim Carrey, 1962년 1월 17일 ~ )는 캐나다 출신 미국의 배우, 희극인이다. 《에이스 벤츄라》, 《마스크》, 《뻔뻔한 딕 앤 제인》, 《브루스 올마이티》 등의 코미디 영화로 유명하지만 《트루먼 쇼》, 《이터널 선샤인》 등의 영화에서는 극적인 인물을 연기하여 세간의 호평을 받았다. 1975년 드라마 《Happy Days》로 데뷔했다.

## 생애

### 어린 시절
캐나다의 온타리오주에서 퍼시(Percy)와 캐슬린(Kathleen) 사이에서 태어났다. 아버지 퍼시는 음악가이자 회계사였고, 어머니 캐슬린은 가정주부였다. 짐 캐리는 3살 때부터 연기에 소질을 보이기 시작했는데, 그의 재능을 알아본 사람은 학교 선생님이었다고 알려져 있다. 활달한 성격을 가진 캐리에게서 배우로서의 재능을 읽어냈다.
15살에 토론토의 코미디 클럽에서 연기를 시작했다. 그곳에서의 경력과 인기에 힘입어 곧 캐나다 각지의 클럽에서 공연을 하다가 19살이 되던 해인 1981년, 미국 LA로 자리를 옮긴 후 전설적인 코미디언 로드니 댄저필드(Rodney Dangerfield)의 눈에 띄어 본격적인 연기활동을 시작했다.

### 경력
1987년 NBC 시리즈 《Duck Factory》에서 주연으로 활동했고, 곧 영화로 옮겨 뱀파이어 코미디 《나이스 보이스; Once Bitten》에서 1번째 주연을 맡았다. 그는 영화와 TV를 오가면서 활동하였는데, 연이어 《The Dead Pool》, 《이지 걸; Earth Girls Are Easy》, 《페기 수 결혼하다》 등에 출연하였다. 《페기 수 결혼하다》에서 짐 캐리는 엑스트라로 출연했으며, 주연은 니콜라스 케이지였다. 폭스 방송사 드라마 《Doing Time On Maple Drive》와 《In Living Color》에서 주목을 받았다. 《Jim Carrey's Unnatural Act》에 출연하였는데 이 작품으로 그의 코미디 역량을 주목 받았으며 95년 덤 앤 더머의 성공 이후 Nato/Sho West 코미디 스타로 선정되었다. 이후 특유의 슬랩스틱 풍의 코믹연기를 강조하며 《에이스 벤추라》, 《마스크》, 《덤 앤 더머》, 《케이블 가이》, 《라이어 라이어》 등으로 할리우드에서 최고의 입지를 다졌다. 그러나 코미디물에만 적격일 것이라는 예상을 깨고 《트루먼 쇼》, 《이터널 선샤인》, 《브루스 올마이티》 등의 멜로물이나 진지한 연기를 요하는 역할을 맡으면서 배우의 입지 또한 함께 다져왔다.

### 무명 시절
《페기 수 결혼하다》에 출연할 당시의 짐 캐리는 캐나다에서 미국으로 갓 내려온 보조 출연자였다. 그는 가난해서 방을 구할 돈도 없이 폐차장에 버려진 차에서 잠을 자고, 맥도날드 햄버거 한 개로 하루 끼니를 때우는 등 매우 어렵고 힘든 생활을 했다. 그 생활을 견뎌내려 죽을 힘을 다한 캐리는 결국 코미디 분야에서 할리우드 배우로 성공했다.

### 사생활
1987년 3월 28일 배우 멀리사 워머(Melissa Womer)와 결혼했으며, 이 사이에서 딸 제인 에린(Jane Erin)을 낳았고 1995년 이혼했다. 1996년 9월 23일 배우 로런 홀리와 결혼하여 1997년 7월 29일 이혼했다. 홀리와는 덤 앤 더머에서 동료로 만났다.
미 마이셀프 앤드 아이린에서 만난 러네이 젤위거와 약혼까지 했지만 2000년 12월 파혼했으며 2004년에는 그의 테라피스트였던 티퍼니 오실버(Tiffany O.Silver)와 만났다. 2005년 12월에는 배우 겸 모델인 제니 매카시와 연애했으나 약혼에 관한 루머는 부인하고 있다. 딸인 제인 캐리가 2009년 아들 잭슨 산타나를 출산하는 바람에 47살에 외할아버지가 되었다.

## 필모그래피

### 드라마
| 년도   | 작품명                        | 역할          |
| ------ | ----------------------------- | ------------- |
| 1975년 | Happy Days                    | 조연          |
| 1984년 | 닥 패밀리                     | 스키프 타케튼 |
| 1986년 | 페기수 결혼하다               | 월터 게츠     |
| 1988년 | 에이리언과 지구 여인/ 이지 걸 | 위플락        |
| 2018년 | 키딩(Kidding) 시즌 1          | 제프          |
| 2020년 | 키딩(Kidding) 시즌 2          | 제프          |

### 영화
| 연도 | 제목                              | 원제                                            | 배역                                      | 감독                         | 비고          |
| ---- | --------------------------------- | ----------------------------------------------- | ----------------------------------------- | ---------------------------- | ------------- |
| 1983 | 코퍼 마운틴                       | Copper Mountain                                 | 보비 토드                                 | 데이비드 미첼                |               |
| 1983 | 더 섹스 앤 바이올런스 패밀리 아워 | The Sex and Violence Family Hour                | 단역                                      | 하비 프로스트                | 비디오 영화   |
| 1983 | 올 인 굿 테이스트                 | All in Good Taste                               | 랠프 파커                                 | 앤서니 크램라이터            |               |
| 1984 | 파인더스 키퍼스                   | Finders Keepers                                 | 레인 비들코프                             | 리처드 레스터                |               |
| 1985 | 나이스 보이스                     | Once Bitten                                     | 마크 켄들                                 | 하워드 스톰                  |               |
| 1986 | 페기 수 결혼하다                  | Peggy Sue Got Married                           | 월터 게츠                                 | 프랜시스 포드 코폴라         |               |
| 1988 | 더티 해리 5: 추적자               | The Dead Pool                                   | 조디 스퀘어스                             | 버디 밴혼                    |               |
| 1988 | 에이리언과 지구 여인              | Earth Girls Are Easy                            | 위플록                                    | 줄리언 템플                  |               |
| 1989 | 핑크 캐딜락                       | Pink Cadillac                                   | 라운지 엔터테이너                         | 버디 밴혼                    |               |
| 1991 | 짐 캐리의 저승사자                | High Strung                                     | 저승사자                                  | 피터 니가드                  |               |
| 1992 | 잇시 빗시 스파이더                | Itsy Bitsy Spider                               | 처형인                                    | 매슈 오캘러핸                | 단편 영화     |
| 1994 | 에이스 벤츄라                     | Ace Ventura: Pet Detective                      | 에이스 벤츄라                             | 톰 섀디액                    | 각본도 담당   |
| 1994 | 마스크                            | The Mask                                        | 스탠리 입키스 / 마스크                    | 척 러셀                      |               |
| 1994 | 덤 앤 더머                        | Dumb and Dumber                                 | 로이드 크리스마스                         | 피터 패럴리                  |               |
| 1995 | 배트맨 3: 포에버                  | Batman Forever                                  | 에드워드 니그마 / 리들러                  | 조엘 슈마허                  |               |
| 1995 | 에이스 벤츄라 2                   | Ace Ventura: When Nature Calls                  | 에이스 벤츄라                             | 스티브 오드커크              |               |
| 1996 | 케이블 가이                       | The Cable Guy                                   | 어니 "칩" 더글러스                        | 벤 스틸러                    |               |
| 1997 | 라이어 라이어                     | Liar Liar                                       | 플레처 리드                               | 톰 섀디액                    |               |
| 1998 | 트루먼 쇼                         | The Truman Show                                 | 트루먼 버뱅크                             | 피터 위어                    |               |
| 1998 | 사이먼 버치                       | Simon Birch                                     | 조 웬트워스                               | 마크 스티븐 존슨             |               |
| 1999 | 맨 온 더 문                       | Man on the Moon                                 | 앤디 코프먼 / 토니 클리프턴               | 밀로스 포먼                  |               |
| 2000 | 미 마이셀프 앤드 아이린           | Me, Myself & Irene                              | 찰리 베일리게이츠 / 행크 에번스           | 패럴리 형제                  |               |
| 2000 | 그린치                            | How the Grinch Stole Christmas                  | 그린치                                    | 론 하워드                    |               |
| 2001 | 마제스틱                          | The Majestic                                    | 피터 애플턴                               | 프랭크 다라본트              |               |
| 2003 | 피칸 파이                         | Pecan Pie                                       | 운전사                                    | 미셸 공드리                  | 단편 영화     |
| 2003 | 브루스 올마이티                   | Bruce Almighty                                  | 브루스 놀런                               | 톰 섀디액                    |               |
| 2004 | 이터널 선샤인                     | Eternal Sunshine of the Spotless Mind           | 조엘 배리시                               | 미셸 공드리                  |               |
| 2004 | 레모니 스니켓의 위험한 대결       | Lemony Snicket's A Series of Unfortunate Events | 올라프 백작                               | 브래드 실버링                |               |
| 2005 | 뻔뻔한 딕 & 제인                  | Fun with Dick and Jane                          | 딕 하퍼                                   | 딘 패리소                    |               |
| 2007 | 넘버 23                           | The Number 23                                   | 월터 스패로                               | 조엘 슈마허                  |               |
| 2008 | 호튼                              | Dr. Seuss' Horton Hears a Who!                  | 호튼                                      | 지미 헤이워드, 스티브 마티노 |               |
| 2008 | 예스맨                            | Yes Man                                         | 칼 앨런                                   | 페이턴 리드                  |               |
| 2009 | 필립 모리스                       | I Love You Phillip Morris                       | 스티븐 제이 러셀                          | 존 레콰, 글렌 피카라         |               |
| 2009 | 크리스마스 캐롤                   | A Christmas Carol                               | 에비니저 스크루지                         | 로버트 저메키스              | 모션캡처 배역 |
| 2011 | 파퍼씨네 펭귄들                   | Mr. Popper's Penguins                           | 톰 파퍼                                   | 마크 워터스                  |               |
| 2013 | 인크레더블 버트 원더스톤          | The Incredible Burt Wonderstone                 | 스티븐 제이 러셀                          | 돈 스카디노                  |               |
| 2013 | 킥 애스 2: 겁 없는 녀석들         | Kick-Ass 2                                      | 샐 버톨리니 / 커널 스타스 앤 스트라이프스 | 제프 워들로                  |               |
| 2013 | 앵커맨 2: 전설은 계속된다         | Anchorman 2: The Legend Continues               | 에비니저 스크루지                         | 애덤 매케이                  | 카메오 출연   |
| 2014 | 덤 앤 더머 투                     | Dumb and Dumber To                              | 로이드 크리스마스                         | 패럴리 형제                  |               |
| 2016 | 더 배드 배치                      | The Bad Batch                                   | 스티븐 제이 러셀                          | 애나 릴리 애머푸어           |               |
| 2016 | 트루 크라임                       | Dark Crimes                                     | 에비니저 스크루지                         | 로버트 저메키스              | 모션캡처 배역 |
| 2020 | 수퍼 소닉                         | Sonic the Hedgehog                              | 닥터 로보트닉                             | 제프 파울러                  |               |
| 2022 | 수퍼 소닉 2                       | Sonic the Hedgehog 2                            | 닥터 로보트닉                             | 제프 파울러                  |               |
| 2024 | 수퍼 소닉 3                       | Sonic the Hedgehog 3                            | 닥터 로보트닉                             | 제프 파울러                  |               |

### 제작
- 2003년 브루스 올마이티 (Bruce Almighty)
- 2005년 뻔뻔한 딕 & 제인 (Fun With Dick And Jane)
- 2008년 예스 맨 (Yes Man)

## 수상 경력

### 골든 글로브상
- 제 56회 (1999년) 남우주연상 - 드라마 - 트루먼 쇼
- 제 57회 (2000년) 남우주연상 - 뮤지컬 코미디 - 맨 온 더 문

### MTV TV & 무비 어워즈
- 제 4회 (1995) 코미디 연기상 - 덤앤 더머
- 제 4회 (1995) 최고의 키스상 - 덤앤 더머 - 로렌 홀리와 수상.
- 제 5회 (1996) 코미디 연기상 - 에이스 벤투라 2
- 제 5회 (1996) 남우 연기상 - 에이스 벤투라 2
- 제 6회 (1997) 코미디 연기상 - 케이블 가이
- 제 6회 (1997) 최고의 악당상 - 케이블 가이
- 제 7회 (1998) 코미디 연기상 - 라이어 라이어
- 제 8회 (1999) 남우연기상 - 트루먼 쇼
- 제 10회 (2001) 최고의 악당상 - 그린치
- 제 15회 (2006) MTV 제너레이션 상
- 제 18회 (2009) MTV 최고 코믹 연기상 - 예스 맨

### 기타/비평가 협회상
- 제 14회 런던비평가협회상 (1994) 신인상 - 마스크
- 댈러스-포트워스비평가협회상 (1998) 남우주연상 - 트루먼 쇼
- 무비길드어워즈 (1999) 그레이스상 - 트루먼 쇼
- 제 20회 보스턴비평가협회상 (1999) 남우주연상 - 맨 온 더 문
- 샌디에고비평가협회상 (2004) 남우주연상 - 이터널 선샤인
- 인터네셔널 사인필리 소셔티 어워즈 (2005) 남우주연상 - 이터널 션사인
- US 코미디아트페스티벌 (2005) AFI 스타상
- 신 유포리아 어워즈 (2011) 국제부문 남우주연상 - 필립 모리스

### 피플스 초이스 어워즈
- 제 22회 (1996) 최고의 코미디스타상
- 제 27회 (2001) 최고의 코미디스타상
- 제 29회 (2003) 최고의 코미디스타상
- 제 31회 (2005) 최고의 코미디스타상
- 제 36회 (2010) 최고의 코미디스타상

### 틴 초이스 어워즈
- 제 2회 (2000) 여름영화부문 남자배우상
- 제 2회 (2000) 최고의 이미지변신상
- 제 3회 (2001) 초이스 무비 히시핏상
- 제 5회 (2003) 최고의 남자배우상 - 코미디
- 제 5회 (2003) 초이스 코미디언상
- 제 6회 (2004) 최고의 나쁜남자상
- 제 9회 (2007) 최고의 공포연기상
- 제 11회 (2009) 최고의 목소리연기상

### 블록버스터 엔터테이너 어워즈
- (1994) 최고의 신인배우상 - 마스크
- (1994) 남자배우상 - 코미디 - 마스크
- (1998) 남자배우상 - 코미디 - 라이어 라이어
- (2000) 남자배우상 - 코미디 - 그린치

### 니켈로디언 키즈 초이스 어워즈
- (1995) 가장 좋아하는 무비스타상 - 마스크
- (1996) 가장 좋아하는 무비스타상 - 에이스 벤투라 2
- (1997) 가장 좋아하는 무비스타상 - 케이블 가이
- (2000) 가장 좋아하는 무비스타상 - 그린치
- (2004) 가장 좋아하는 무비스타상 - 브루스 올마이티
- (2010) 가장 좋아하는 애니메이션 목소리연기상 - 크리스마스 캐롤

### 쇼웨스트어워즈
- (1995) 올해의 코미디스타상 - 마스크
- (2000) 올해의 남성스타상 - 그린치

## 여담
- 짐 캐리는 2000년대 후반 들어서 2~3년 만에 얼굴이 폭삭 늙어버렸다. 2000년대 중반, 즉 40대 초반일 때까지는 동안 소리도 들었지만. 2008년 금융위기 때 짐 캐리가 투자에 실패한 게[2] 스트레스로 작용했다는 추측이 있다.

- 아스날 FC의 팬으로 알려져 있다.